# Dedo III da Lusácia
Dedo III (em alemão, Dedo), apelidado de o Gordo (1130 - 16 de agosto de 1190), um membro da Casa de Wettin, foi marquês da Lusácia de 1185 até sua morte.

## Biografia
Dedo foi o filho mais jovem do marquês Conrado I de Meissen e sua esposa Lutgarda de Ravenstein. Desde 1144, administrou o senhorio de Groitzsch como herdeiro aparente do falecido conde Henrique de Groitzsch (m. 1135), e também como um filho adotado de sua tia Berta (m. 1143), irmã de Henrique e herdeira de Groitzsch. Quando o marquês Conrado se retirou em 1156, os estados dos Wettin's ampliados se dividiram e Dedo recebeu formalmente o condado de Groitzsch e o senhorio de Rochlitz, com jurisdição sobre o bispado de Naumburgo.
Dedo participou de cinco campanhas do imperador Hohenstaufen Federico Barba-ruiva a Itália. Em 1177, serviu como enviado de Federico ao papa Alexandre III e jurou, em nome de Federico, defender a paz de Veneza, que terminou o cisma entre o papa e o imperador.
De volta a Germânia, Dedo aparentemente passou a maior parte de sua vida em Rochlitz. Como seu irmão mais velhos o margrave Otão II de Meissen, encorajou o assentamento de alemães em seu território. Fundou o priorato de Wechselburg como um monteiro privado, onde ele e seus descendentes foram enterrados. Junto com seus irmãos maiores Otão II de Meissen e o marquês Teodorico I da Lusácia, era um leal defensor do imperador Federico em seu conflito com o duque guelfo Henrique o Leão.
Quando seu irmão Teodorico I, que havia se intitulado "Marquês de Landsberg", morreu em 1185, Dedo herdou suas posses na Lusácia e por nomeação do imperador Federico lhe sucedeu como marquês. Na disputa sucessora em Meissen à morte do marquês Otão II em 1190, Dedo e seus filhos colocaram-se ao lado de seu primo Alberto o Orgulhoso.
Em preparação para a Terceira Cruzada, Dedo fez com que os médicos fizessem um tipo de lipoaspiração nele. A operação foi um fracasso e resultou em sua morte no dia 16 de agosto de 1190.

## Casamento e descendência
Dedo casou-se com Matilde de Heinsberg e tiveram seis filhos:
1. Teodorico (Dietrich, dantes de 13 de setembro de 1159; – 13 de junho de 1207), conde de Sommerschenburg e Groitzsch e depois provost de Magdeburgo
2. Felipe, provost de Xanten (1182-1190)
3. Conrado II de Lusacia (após 13 de setembro de 1159 – 6 de maio de 1210), marquês da Lusácia
4. Henrique (m. 1174)
5. Goswin (m. 1174)
6. Inês (h. 1160/1165 –  24/26 de março de 1195)

Dedo foi o avô de Eduviges de Andechs e bisavô do príncipe francês Felipe Hurepel de Clermont Era também bisavô de Isabel da Hungria através de Gertrudis de Merania.